# 庫克海峽

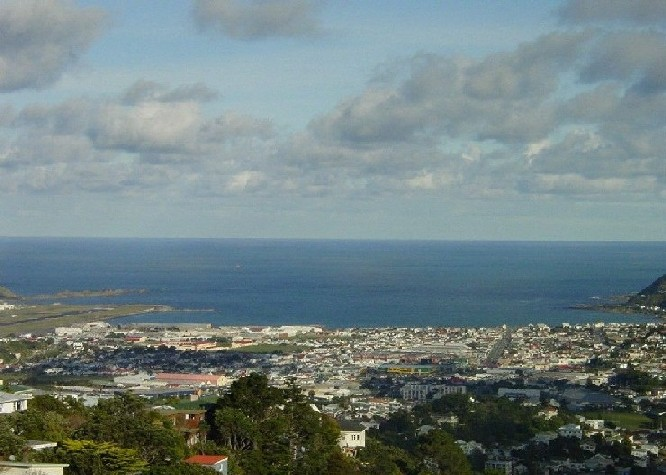

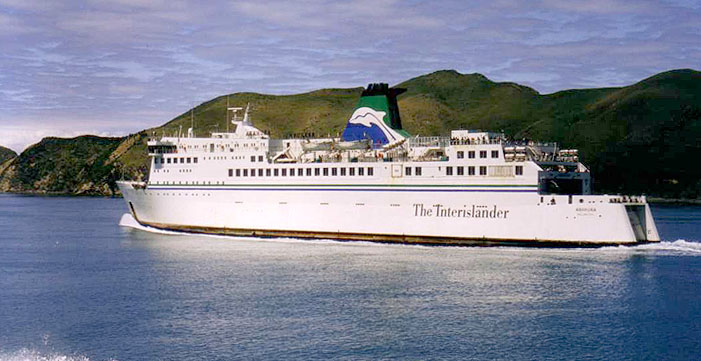
在馬爾堡峽灣的庫克海峽渡輪

庫克海峽（英語：Cook Strait）位於紐西蘭北島、南島之間，取名自英國探險家詹姆斯·庫克。他是第一位航行通过这海峽的歐洲人（1770年初）。海峡北边是北岛的威靈頓，南边是南島的马尔堡峡湾和克劳迪湾。
庫克海峽西邊是北島的兩個大海灣黄金灣和塔斯曼灣，由此逐漸彎曲通向卡皮蒂海岸和南德蘭勒奇岸灣。海峡東邊的南島海灣向西南延伸到坎貝爾角。北島的南岸比較短，沿帕利斯爾灣終止於帕利斯爾角。
海峽最窄處僅23公里。好天氣時，兩島在此隔著海峽可以輕易互望。就海峽兩岸的緯度而言，南島最北點還低於北島最南點。海峽平均水深128公尺，峽內經常風強浪大。有一渡輪來往於南島皮克頓與北島威靈頓之間，單向航程約3小時。
科學家最近發現，海峽底下有個70哩長的巨大地質斷層。

## 歷史
1642年，荷蘭探險家艾貝爾‧塔斯曼首先發現紐西蘭，但錯認庫克海峽為海灣。他以其兩艘船之一為“海灣”命名。1769年，庫克才發現這是個海峽。
鯨的巡游路線經常通過庫克海峽，19世紀初的許多歐洲移民因此而被吸引。捕鯨業是馬爾堡峽灣和卡皮蒂地區的經濟支柱。1840年起，更多移民來此定居，建立威靈頓、納爾逊、旺阿努伊等城市。當時居民認識的庫克海峽地區，更廣於如今的紐西蘭人民。庫克海峽區域如今多指渡輪航行連接的兩岸，當時移民則擴及其周圍的許多城市。

## 隧道构想
库克海峡长期隔绝实力相当的南北两岛，交通不便，大多民众通过乘坐航班或轮渡的方式来往两岛。
有新西兰的网友提议要建一座连接南北两岛横跨库克海峡的隧道，遭到新西兰交通部长Phil Twyford驳回，并表示“库克海峡的断层线不允许我们修这么一条隧道。此外，库克海峡浪非常大，我不是工程师，但我估计风浪会把桥摧毁。”
曾在公共交通领域任职过的新西兰议员Judith Collins也认为“有没有考虑过库克海峡的风有多大？”
有史以来唯一支持过这一计划的新西兰政治家是100多年前时任新西兰总理的Richard Seddon，声称政府财力雄厚，要建造多个国家工程，其中就包括在库克海峡修一条隧道，然而在当时的新西兰债务十分繁重，建造隧道可以说是天方夜谭。

## 另見
- 佩羅魯斯·傑克